# 彭登瀛
彭登瀛（1512年—？），字選之，號僊洲，廣西桂林府臨桂縣民籍江西豐城縣人，明朝政治人物。

## 生平
廣西鄉試第九名，嘉靖二十六年（1547年）丁未科二甲進士。刑部觀政，授工部主事。贬湖广沔阳州同知，历福州府通判，遷广州府同知。

## 家族
曾祖彭萬三；祖父彭遠；父彭福。母汪氏。慈侍下。子彭善继。